# Peppermint Linux OS
Peppermint OS é uma distribuição Linux centrada na nuvem com base no Lubuntu, um derivado do Ubuntu que usa o LXDE como ambiente de desktop. Os desenvolvedores do projeto têm escrito sobre seus princípios de proporcionar um ambiente familiar para os recém-chegados para o Linux, que requer relativamente baixos requisitos de hardware.

## Nomenclatura
Peppermint é homônimo de Linux Mint. Os desenvolvedores originalmente queriam fazer uso da configuração e utilitários com origem no Linux Mint , juntamente com um ambiente que foi menos exigente em recursos e mais focada em integração com a web. Eles sentiram que o conceito era uma versão mais "temperada" do Mint então o nome Peppermint foi uma escolha natural.
Enquanto o Linux Mint é conhecida pelo ambiente de desktop Cinnamon, Peppermint usa algo que é significativamente mais leve, com uma área de trabalho padrão que é baseado no LXDE. Esta é uma distro que tem lançado atualizações constantemente em uma boa cadência, pelo menos desde 2010, quando Peppermint 1.0 foi lançado pela primeira vez.

## História
Peppermint OS foi concebido inicialmente nos Estados Unidos no Black Rose Pub em Hendersonville, NC (Carolina do Norte), durante uma noite para beber e discutir sobre o futuro do Linux no ambiente de trabalho. Peppermint foi originalmente concebido para ser uma distribuição centrada em mídias sociais.
Construções(builds) Pré-alpha consistiram em uma ampla gama de possíveis direções antes da decisão de bifurcar o Lubuntu ser feita. Havia um pouco de experimentação com o KDE, E17, Adobe Air, e diversas bases de código durante o mês de janeiro e fevereiro de 2010. Alpha builds usando o Lubuntu 10.04 como base de código iniciou em Março de 2010. Peppermint foi lançado para um pequeno grupo de beta testers privados em abril de 2010, onde permaneceu privada até que a primeira versão pública foi lançada.
- Em Maio 9, 2010, Peppermint One foi lançado. Em menos de uma semana, ele recebeu mais de 25.000 downloads.[10] Logo superou o seu web host e mudaram para o VPS.NET, que tornou-se o primeiro patrocinador oficial do projeto.[11]

- Em 20 de junho de 2010, Peppermint Ice foi lançado.[12] Usava Chromium como o navegador padrão e tema em azul e preto tema para distingui-lo da versão anterior.
- Em 10 de junho de 2011, Peppermint Two foi lançado.[13] Combinando aspectos das duas edições anteriores, ele junto do Chromium como seu navegador padrão juntamente com a aplicação ICE para SSBs. Foi também a primeira edição de Peppermint a estar disponível nas versões de 32 e 64 bits.

- Em julho 23, 2012, Peppermint Three foi lançado.[14] Chromium estável foi ativado por padrão; tema muito leve padrão e arte padrão; menos aplicativos por padrão da web no menu; vinha com GWoffice; e o GIMP 2.8 foi adicionado ao repositório de Peppermint.[15]
- No dia 13 de junho, 2013, Peppermint Four foi lançado.[16] Foi baseada no Ubuntu 13.04 utilizando o LXDE como ambiente de trabalho, mas com Xfwm4 em vez de Openbox como gerenciador de janelas. Jogos foram adicionados. Também foram adicionados alguns metapacotes para tarefas populares, tais como artes gráficas e fotografia para a seção de destaque(Featured) do Software Manager.[17]
- Em 23 de junho de 2014, Peppermint Five foi lançado.[18] "Com este lançamento, estamos nos preparando para o futuro. O cenário da tecnologia está em constante mudança, e estamos sempre respondendo para satisfazer as necessidades do usuário. Somos 100% orientados a entregar um sistema operacional que é rápido, seguro e disponível em todos os lugares. Peppermint Five é mais um passo nessa direção." - Shane Remington - COO da Peppermint, LLC
- Em 31 de Maio de 2015, Peppermint Six foi lançado.[19] "Peppermint tem o prazer de anunciar o lançamento do nosso mais recente do sistema operacional, Peppermint Six. Leve e projetado para velocidade, Peppermint Six cumpre essa promessa se utilizar o software em seu desktop, online, ou o uso de aplicativos baseados em nuvem. Quero aproveitar esta oportunidade para agradecer a Mark Greaves, que intensificou e produziu a maioria do que você vê aqui no Peppermint Six. Mark agora está tendo um papel importante aqui no Peppermint por liderar a equipe de desenvolvimento. Eu acho que você vai ficar impressionado com o que ele e os outros fizeram juntos no Peppermint Six." - Shane Remington - COO da Peppermint, LLC
- Em 24 de junho de 2016, Peppermint Seven foi lançado.[20] "Equipe Peppermint tem o prazer de anunciar a nossa mais recente do sistema operacional Peppermint 7, ele vem em ambos 32 e 64 bits, edições com este último a ter suporte total a UEFI Secure Boot, uma nova versão do Ice (nosso framework SSB) também está incluído com suporte total do navegador web Firefox, bem como Chromium/Chrome". - Mark Greaves (PCNetSpec) - Líder Da Equipe De Desenvolvimento E Suporte De Admin

## Princípios de Design
Peppermint OS vem com alguns aplicativos nativos e uma área de trabalho tradicional. O que originalmente faz do Peppermint único é a sua própria abordagem para a criação de um híbrido que integra tanto aplicativos em nuvem quanto aplicações locais. Em lugar de, tradicionalmente, as aplicações nativas para tarefas comuns (processamento de texto, edição de imagem), ele vem com a customizada aplicação Ice para permitir aos usuários criar navegadores específico para sites (site-specific browser - SSB).
Um recente revisão se refere a Peppermint OS como uma "resposta do Linux para o Google Chromebook." ~ "Peppermint OS 5" no YouTube. Google Chromebooks têm criado uma nova classe de dispositivo de computação em nuvem que os usuários estão agora familiarizados. Com Peppermint OS, o projeto open-source Chromium project é utilizado como uma forma de ativar um site-specific browser (SSB) para aplicativos em nuvem, de modo que em vez de abrir um browser e, em seguida, visitar um site de aplicativo, há uma dedicada janela do navegador que está integrado o sistema para um aplicativo. Suporte para o Firefox, navegador da web (juntamente com Chromium e Chrome navegadores da web) foi adicionado ao aplicativo Ice no outono de 2015, permitindo a criação de SSB em uma janela do Firefox.
Apesar de, principalmente, ser um projeto destinado a casar a nuvem e o desktop, é, no entanto, possível para os usuários instalar aplicativos nativamente a partir dos repositórios do Ubuntu, permitindo executar aplicativos baseados em nuvem ao lado de software para desktop. Como qualquer outra distro Linux, pode-se instalar pacotes, como o LibreOffice, GIMP, VLC, Skype, etc. Peppermint é um derivado do Ubuntu e suporta tudo o que é possível no Ubuntu. Peppermint vem com mintInstall, Synaptic, e GDebi para facilitar isso.

## Histórico de lançamento
Peppermint OS usa um cronograma híbrido de lançamentos. As atualizações são distribuídas conforme necessário de forma rolling release, mas não é um "rolling release de verdade".
Essencialmente, Peppermint é um sistema que tem aplicativos atualizados(rolling) e algumas atualizações do sistema. Periodicamente um Respin é lançado, que incorpora pequenas correções de bugs e atualizações recentes pré-instaladas.

### Lançamentos
| Versão | Data                | Última respin |
| ------ | ------------------- | ------------- |
| One    | 9 de Maio de 2010   | 01042011      |
| Ice    | 20 de julho de 2010 | 20110302      |
| Two    | 10 de junho de 2011 | —             |
| Three  | 23 de julho de 2012 | —             |
| Four   | 13 de junho de 2013 | 20131113      |
| Five   | 23 de junho de 2014 | —             |
| Six    | 31 de Maio de 2015  | —             |
| Seven  | 24 de junho de 2016 | —             |
| Eight  | 28 de Maio de 2017  | —             |
| 9      | 22 de junho de 2018 | —             |
| 10     | 17 de maio de 2019  | 20191210      |